# Beinastaden

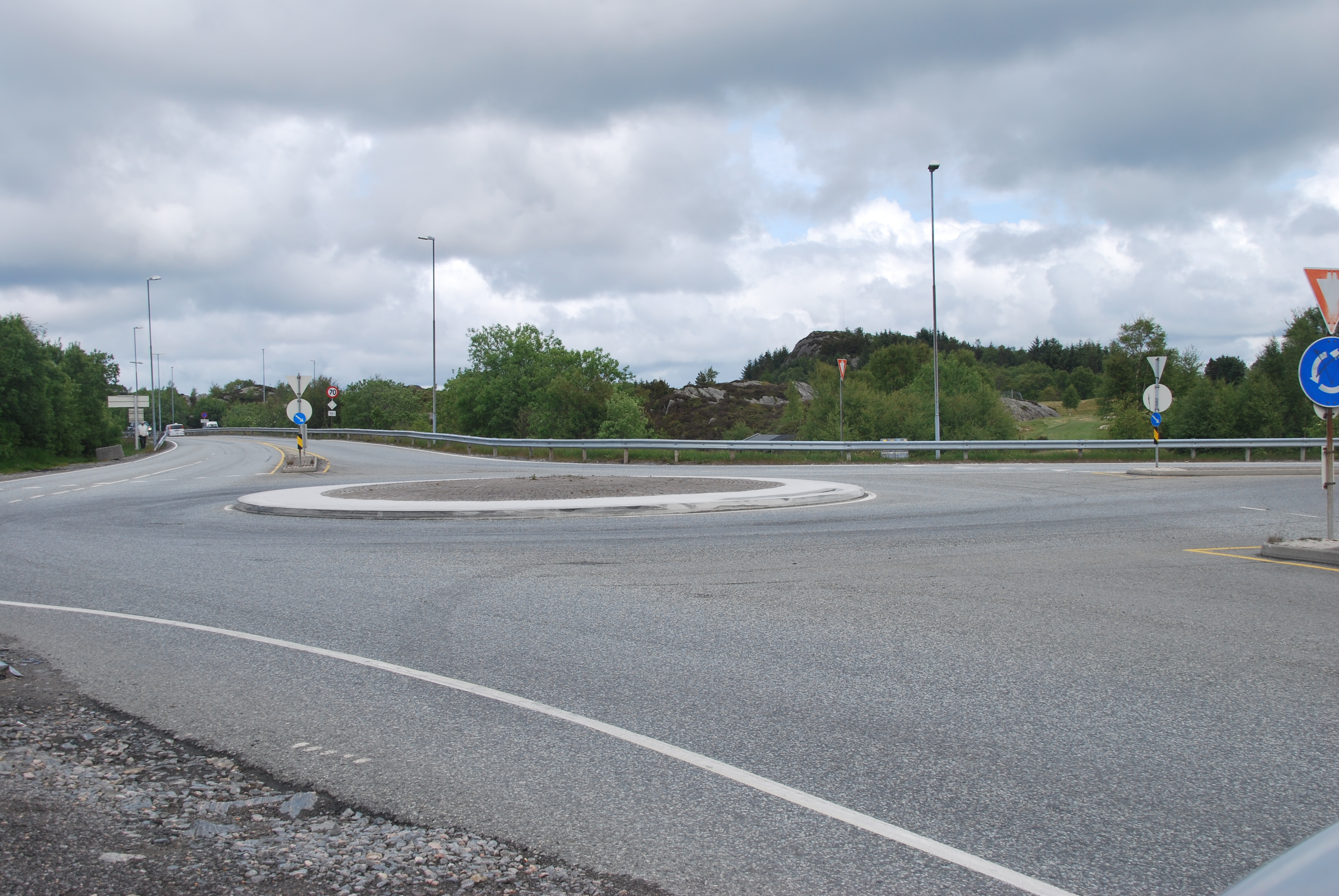
Cirkulationsplatsen där riksväg 555, fylkesväg 560 och fylkesväg 561 möts.

Beinastaden är en udde i sjön Storavatnet i Øygardens kommun i Vestland fylke i västra Norge. Öster om denna finns en cirkulationsplats där riksväg 555, fylkesväg 560 och fylkesväg 561 möts.